# Fujie Keisuke
Fujie Keisuke (藤江 恵輔 Đằng Giang Huệ Phụ) (sinh ngày 8 tháng 11 năm 1885, mất ngày 27 tháng 2 năm 1969), là một đại tướng Lục quân Đế quốc Nhật Bản, từng tham gia Thế chiến thứ hai. Ông là con rể của Thủ tướng Suzuki Kantaro.

## Tiểu sử
Fujie sinh ra ở tỉnh Hyōgo, tốt nghiệp khóa 18 Trường Sĩ quan Lục quân (Đế quốc Nhật Bản) vào năm 1905, chuyên ngành pháo binh. Năm 1914, ông tốt nghiệp khóa 26 trường Đại học Lục quân (Đế quốc Nhật Bản).
Sau khi làm việc trong Bộ Tổng Tham mưu Lục quân Đế quốc Nhật Bản, Fujie được cử sang châu Âu làm tùy viên quân sự, ban đầu đến đại sứ quán Nhật Bản tại Paris, Pháp và sau đó đến Bucharest, România và Sophia, Bulgaria. Sau khi trở về Nhật Bản, ông đến giảng dạy tại trường Đại học Lục quân (Đế quốc Nhật Bản) và được chỉ định làm chỉ huy Trung đoàn Pháo dã chiến số 5.
Fujie trở thành sĩ quan cao cấp của Sư đoàn 16, Lục quân Đế quốc Nhật Bản, đi cùng với đoàn đại biểu Nhật Bản đến Hội nghị Giải trừ quân bị Geneva. Tháng 8 năm 1934, ông được thăng chức Thiếu tướng, và lần lượt đảm nhiệm các chức vụ như hiệu trưởng Trường Pháo binh Dã chiến Lục quân, tư lệnh Trung đoàn Trọng pháo Dã chiến số 4, chỉ huy lực lượng hiến binh thuộc Đạo quân Quan Đông. Tháng 11 năm 1937, được thăng chức Trung tướng.
Trong Chiến tranh Trung-Nhật, Fujie chỉ huy Sư đoàn 16.
Sau đó, ông được triệu về Nhật Bản, giữ chức Hiệu trưởng trường Đại học Lục quân (Đế quốc Nhật Bản) và được bổ nhiệm làm tư lệnh Tây Bộ quân. Tháng 02 năm 1943, ông được thăng hàm đại tướng. Sau đó được cử làm tư lệnh Đông Bộ quân, tư lệnh Phương diện quân số 12, Lục quân Đế quốc Nhật Bản.
Tháng 3 năm 1945, ông nghỉ hưu. Nhưng vào tháng 6 cùng năm, ông được gọi về chỉ huy Phương diện quân số 11, Lục quân Đế quốc Nhật Bản, bảo vệ vùng Tohoku của Nhật Bản chống lại các cuộc tấn công của Mĩ..